# 蔡丁贊
蔡丁贊（1904年10月14日—1993年3月1日），台灣醫學家、政治人物，曾任台南市議員、副議長、議長，二二八事變曾任處委會委員、受難者。

## 早年生平
明治三十七年（1904年）10月14日，蔡丁贊生出於台南灣裡，爸爸叫蔡達，媽媽姓蘇，有4兄2姊。
台南州立永寧公學校（現在台南市南區省躬國民小學校）、台南州立台南第二中學校畢業後，進入日本昭和醫學專門學校（今昭和大學），昭和七年（1932年）三月畢業。九年（1934年）6月開業。
昭和十一年（1936年）12月任職台南州立台南病院（現衛生署台南醫院）醫官補（1種公職醫師職稱），主治耳鼻咽喉科，后在台南州廳附近的大正町自行開設民營的蔡耳鼻咽喉科醫院，出任院長，第3子蔡明見是牙醫師。

## 政途
1946年3月，當選第1屆台南市參議會參議員，1947年二二八事變發生后，以台南市參議會參議員兼任台南市二二八事件時局處理委員會委員，與許丙丁參議員等坐宣傳車極力安撫群眾。
國府大軍到台后被抓捕關押，先是改判2年徒刑，后無罪開釋。
1950年起，蔡丁贊連選連任5屆台南市議員，第三屆議員任內，因時任副議長黃仲甫逝世，而在1956年3月被補選為副議長。第四屆議會內連任。在第五屆議會被選為議長。
1961年得日本昭和醫科大學醫學博士。
1993年3月1日，蔡丁贊逝世，同時前議長張坤山也逝世，兩人同時於3月29日出殯。